# Susan Gerbic
Susan Gerbic, née en 1962 à Salinas, en Californie, est connue pour son militantisme  principalement dans le domaine du scepticisme scientifique. Elle est fellow du Committee for Skeptical Inquiry. La fondation James Randi la récompense en lui décernant en 2017 le « Award for skepticism » pour sa carrière dans l’éducation du public et au développement de la pensée critique.
Elle participe comme conférencière à de nombreux congrès,. Elle fonde aussi le club « Monterey County Skeptics » qui tient annuellement son congrès dans le nord de la Californie. Elle est connue pour ses opérations « coup de poing » contre les médiums faisant utilisation de techniques de lecture à froid et de lecture chaude contre les médiums, qui cherchent à profiter du deuil des gens. Une de ces opérations a été décrite dans le New York Times.
Elle fonde en 2010 un groupe de rédacteurs wikipédiens sur le scepticisme scientifique (GSoW). Le magazine Wired le décrit comme un groupe de rédacteurs luttant, entre autres, contre les théories du complot. En 2018, elle intègre l'ensemble de ses activités dans l’organisation à but non lucratif « About Time ».
Susan Gerbic contribue régulièrement dans le magazine Skeptical inquirer et participe, entre autres au balado Skeptic zone podcast. 

## Biographie

### Enfance et formation
Susan Gerbic est née en 1962 à Salinas, en Californie. Son intérêt pour les sujets paranormaux débute par l’effroi qu’elle ressent quand elle apprend que l’on peut mourir de combustion humaine spontanée. Elle a « l’impression que vous pourriez marcher dans la rue et soudainement, boum ! ».

#### Éducation religieuse et doutes
Elle déclare à Benjamin Radford, rédacteur en chef de Skeptical Inquirer, qu’elle entend pour la première fois le mot « athée» : lors de sa première année à l’école secondaire Alisal (en) : « J’ai remarqué un jour qu’il ne disait jamais “sous Dieu” dans le serment d’allégeance, je lui ai demandé pourquoi, et il répond que c’est parce qu’il est athée. Je n’avais même jamais entendu ce mot auparavant ». Tout au long de son adolescence, elle s’insurge contre l’éducation religieuse qu’elle reçoit des baptistes de la Convention baptiste du Sud.
Elle se met à lire tout ce qu’elle peut trouver sur le sujet de l’athéisme. En 1996, le magazine Skeptical Inquirer joue un rôle central dans sa transformation en sceptique scientifique.

#### Premiers pas dans le scepticisme
En 2000, Susan Gerbic assiste à sa première conférence intitulée Boite à outils du sceptique (en) dans la ville de Eugene, Oregon. Elle participe par la suite à trois croisières « Amazing Adventure » organisées par la James Randi Educational Foundation et à plusieurs conférences Amazing Meetings.

### Évènements personnels marquants
Son père meurt en 1989. En 2013, elle apprend qu’elle a le cancer du sein au stade II. Elle doit suivre un traitement de vingt semaines de chimiothérapie et 33 séances de radiothérapie en 2014.

## Activités comme sceptique

### Le club «Monterey County Skeptics»
Elle assiste à quelques reprises à la conférence annuelle « Boite à outils du sceptique » de Ray Hyman (en). En 2002, l’organisateur lui conseille de créer sa propre conférence locale. L’idée fait son chemin, et, avec Steve Wheller et d’autres militants sceptiques, ils commencent par fonder le club « Monterey County Skeptics (MCS). » Lors d’une des premières activités du club, ils participent à la Campagne 10:23, il n’y a rien dedans, en prenant une surdose de comprimés homéopathiques pour en montrer qu’ils sont complètement inactifs. Susan Gerbic absorbe 80 pastilles (15 doses) de Boiron 30C Belladonna  et répète la démonstration lors d’autres évènements.
Le 3 janvier 2015, les sceptiques du comté de Monterey organisent le premier SkepticCamp (en) en Californie du Nord. L’évènement gratuit, animé par Mark Edward, offre des présentations sur le scepticisme, la pensée critique, la science et les sujets connexes. Huit conférenciers y participent, et Susan Gerbic présente son opération coup de poing, qui, après six mois de préparation, mène à la dénonciation d’un médium. Un journaliste du Monterey Herald (en) assiste à la conférence et écrit : « SkeptiCamp Monterey 2015 [est] un rassemblement de personnes qui choisissent de prendre, à peu près tout, avec un grain de sel — et probablement une pleine cuillère à soupe. ».
Le MCS tient sa troisième édition annuelle du « SkeptiCamp Monterey » en janvier 2017, il accueille le conférencier et auteur Benjamin Radford bien connu du milieu des sceptiques. Le Monterey Herald annonce l’évènement dans un article où Susan Gerbic déclare : « C’est la première année que nous essayons vraiment de croitre. Et c’est la première fois que nous amenons ici un conférencier d’aussi loin et dans un aussi grand emplacement ».
En 2021, le congrès se déroule virtuellement pour cause de COVID-19. András Gábor Pintér du balado «European Skeptics Podcast » et président de la « Hungarian Skeptic Society (en) » en compagnie de Richard Saunders (en) du balado « The Skeptic Zone » sont les invités vedettes. Plusieurs conférences se déroulent dans la journée : le syndrome de Tourette, la « communication facilitée », l’impact des superstitions, etc.

### Promotion et participations aux conférences sur le scepticisme

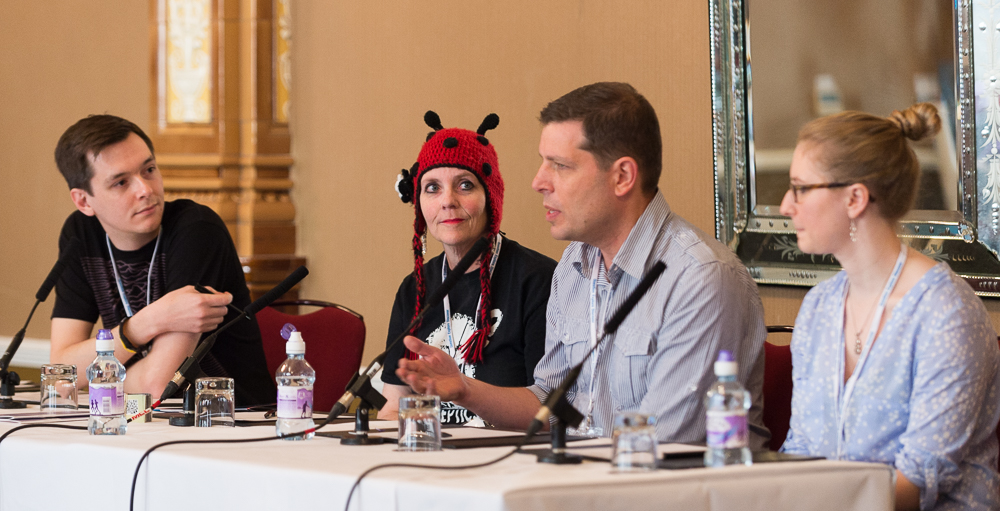
Susan Gerbic à la conférence QED 2014 avec Michael Marshall, Eran Segev et Samantha Stein.

En plus de sa conférence annuelle, Susan Gerbic fait la promotion d’autres conférences lors de sa participation quinzomadaire au balado Skepticality (en) de la « Skeptics Society ». Elle décrit également dans Skeptical Inquirer la conférence annuelle « Boite à outils du sceptique (en) » et écrit sur l’importance de la participation à la conférence, déclarant que « nous savons que notre meilleur atout est la participation de nos militants ».
En octobre 2015, Susan Gerbic dirige une série d’ateliers en Australie et est conférencière d’honneur à « l’Australian Skeptics Convention ».
De 2016 à 2019, pour promouvoir les conférences de la CSICon (en), Susan Gerbic interview de nombreux conférenciers : Bob Novella, Maria Konnikova (en), Sheldon W.Helms, Evan Bernstein, Kavin Senapathy, James Alcock, Robert Brotherton, Richard Saunders (en), Kevin Folta (en), Natalie Newell (productrice et directrice de Science Moms (en)), Kenny Biddle, Taner Edis (en), Britt Marie Hermes, Mark Edward (en), Craig Foster, Harriet Hall et le conférencier maitre de cérémonie George Hrab (en).
En décembre 2019, elle est conférencière à « l’Australian Skeptic’s Convention », où elle décrit ses opérations coup de poing menant à la dénonciation de Thomas John et de plusieurs autres médiums.

### Protestations et opérations contre des médiums
Susan Gerbic confesse qu’elle a été motivée à ses débuts par Robert S. Lancaster (en), qui fut « super influent pour sa carrière dans la communauté du scepticisme et qui l’a encouragé à exposer les médiums comme des fraudes. » Elle oriente une grande partie de son militantisme contre les médiums clairvoyants, qu’elle surnomme les « vampires du deuil », parce qu’ils exploitent les familles désespérées qui veulent contacter leurs proches décédés ou retrouver leur enfant disparu.
Dans un article publié en ligne de 2018 du Skeptical Inquirer, Susan Gerbic résume les techniques courantes que les médiums utilisent pour produire leurs effets. Elles vont de la manipulation psychologique à l’utilisation de techniques de lecture à froid et de lecture chaude.

#### Sylvia Browne
Article principal : Sylvia Browne
En 2012, Susan Gerbic et John Edward organisent une manifestation contre Sylvia Browne lors de sa séance à l’Imperial Palace Hotel and Casino de Las Vegas le 13 juillet. Rejoint par Benjamin Radford, Ross Blocher, Bob Blaskiewitz, Jay Diamond et autres. Kylie Sturgess décrit le groupe distribuant, à l’extérieur de la salle, des brochures décrivant les techniques de lecture à froid et énumérant plusieurs prédictions psychiques erronées de Browne,.

#### Tyler Henry
Article principal: Tyler Henry
En 2016, le médium à la popularité montante, Tyler Henry, attire l’attention de Susan Gerbic avec sa nouvelle émission de télévision sur la chaine E! « Hollywood Medium with Tyler Henry ». Elle remarque que la plupart des articles sur l’émission et sur Tyler Henry sont peu critiques ou même élogieux. Pour fournir un point de vue plus objectif, elle demande à Sharon Hill (en), Hemant Mehta (en), Jerry Coyne (en), Caleb Lack, Stephen Propatier et David Gorski d’écrire à ce sujet. C’est l’opération « Tater Tot ». Elle-même écrit une série d’articles au sujet d’Henry dans Skeptical Inquirer,,,,,,.

#### Thomas John
Article principal : Thomas John Flanagan (en)
La chaine de télévision Lifetime lance en 2018 « Seatbelt Psychic », une téléréalité mettant en vedette le prétendu médium Thomas John. Il met en vedette John en tant que chauffeur d’une compagnie de covoiturage qui surprend les passagers « sans méfiance » lorsqu’il leur transmet des messages provenant de leurs proches décédés,.
Susan Gerbic découvre et informe les téléspectateurs que les passagers de John sont en fait des acteurs, elle en repère plusieurs dans la base de données IMDb. Wendy Westmoreland, actrice dans la série produite par Lifetime« Stalked by a Doctor », est engagée comme passagère dans la série de Thomas John. Comme le souligne Susan Gerbic dans un balado sur « The Skeptic Zone », l’émission utilise une équipe de recrutement d’artistes, mais n’affiche « aucune clause de non-responsabilité indiquant que [l’émission] est uniquement pour le divertissement ». Elle croit que l’émission embauche les passagers, mais qu’ils ne savent pas à quelle fin. En effet, ce n’est pas utile, car les informations sur leurs vies se trouvent facilement dans les médias sociaux.

##### L’opération «Pizza Roll» sur Thomas John

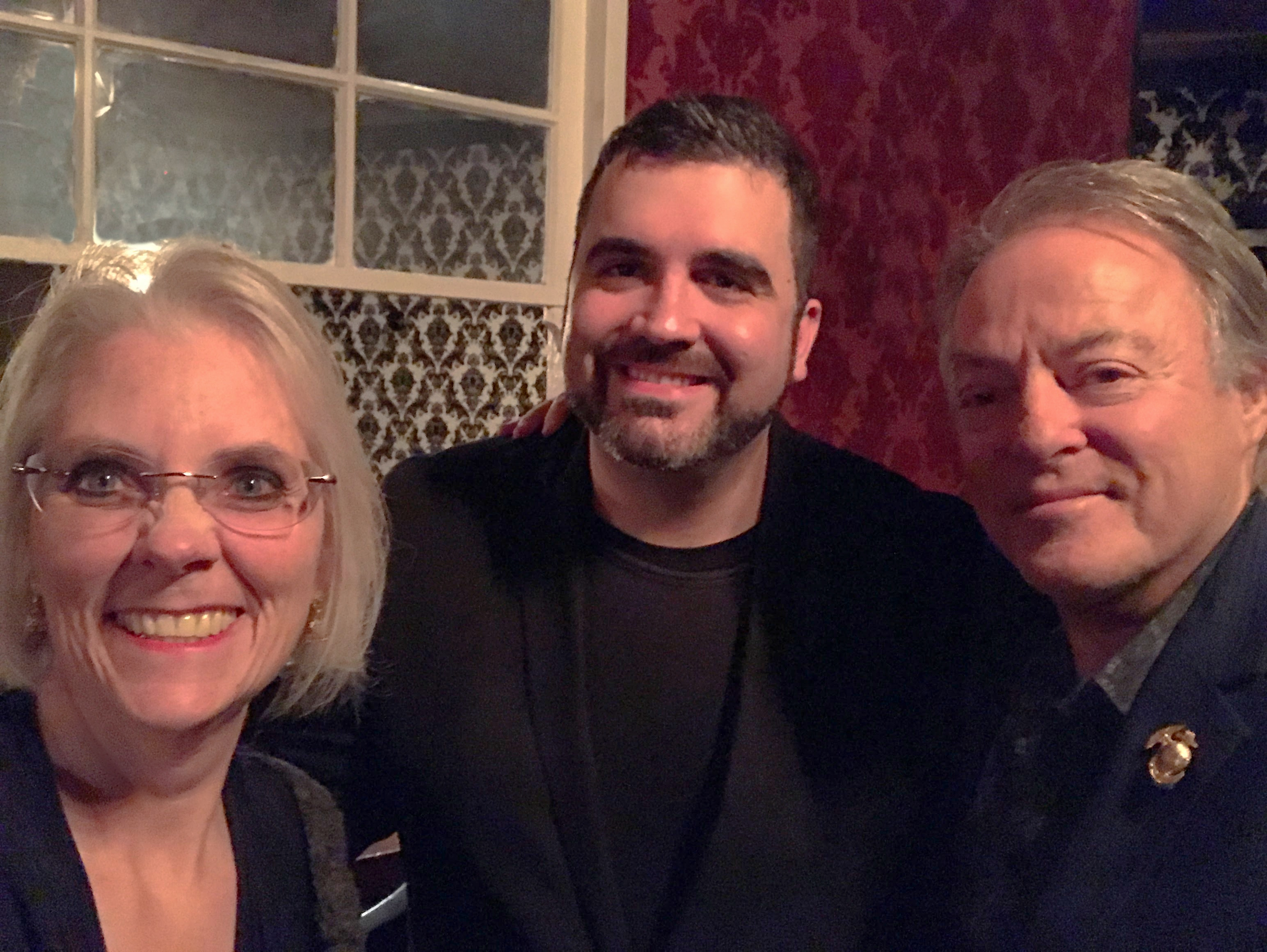
« Susanna Wilson » (Gerbic) et « Mark Wilson » (Mark Edward), en mission d’infiltration, après que Thomas John fit leur lecture chaude de 2017.

En mars 2017, Susan Gerbic et le mentaliste Mark Edward préparent l’opération coup de poing « Pizza Roll » pour prouver que Thomas John fait des lectures chaudes en utilisant Facebook,,.

Pour ce faire, elle et Edward assistent au spectacle de Thomas John en utilisant des pseudonymes pour lesquels il y a fait de fausses pages Facebook. Thomas John commence la séance en prétendant entrer en contact avec leurs supposés parents morts. Jack Hitt du New York Times assiste à la séance et rapporte dans le journal la suite des évènements :
« Au cours de la lecture, John décrit avec assurance les détails de la vie de Susanna Wilson — il parle d’Andy et avance, étonnamment, qu’il est son jumeau. Il savait qu’elle et son frère avaient grandi dans le Michigan et que sa petite amie était Maria. Il savait pour le beau-père de Susanna, et savait aussi comment celui-ci était mort. »
Ces informations, toutes fausses, provenaient des pages Facebook écrites par un groupe de bénévoles pour les faux personnages de Susanna et Mark Wilson. Susan Gerbic et Mark Edward ignoraient le contenu des pages afin d’éviter que Thomas John prétende avoir obtenu les fausses informations en lisant leurs pensées. Quand Jack Hitt contacte Thomas John pour obtenir ses commentaires, il insiste sur le fait qu’il n’utilisait pas Facebook :
«Je me souviens qu’elle [Susan Gerbic] est venue à un évènement… Je l’ai reconnue parce qu’elle était là avec cet autre gars, qui a écrit ce livre. »  Il ajoute : « J’ai les yeux fermés pendant une heure et demie quand je fais des lectures. Si elle s’est manifestée pendant cette période, je ne m’en souviens pas.»
Claus Larsen décrit l’opération Pizza Roll dans un article intitulé « Thomas John est-il un vrai médium ? Pas l’ombre d’une chance » et écrit « Un grand bravo à vous et Mark ! L’opération a été bien exécutée, et également bien reçue par les médias. ».

##### Suites de l’opération «Pizza Roll» et de Thomas John
Dans un article dans le Skeptical Inquirer de juin 2019 intitulé « Thomas John Revisited », Susan Gerbic raconte comment elle continue de suivre Thomas John. Elle commente une présentation « Facebook Live », où Thomas John, à la suite de l’article du New York Times, tente de prouver ses pouvoirs paranormaux à ses admirateurs. Il prétend faire une « lecture scientifiquement contrôlée » d’un inconnu. Susan Gerbic analyse en détail la performance, et décrit comment les informations de Facebook auraient pu être facilement accédées, contrairement à la déclaration de Thomas John qui dit : « NON, je ne vais pas sur les avis de décès des gens. Je ne vais pas sur Ancestry. »
Dans un autre article, elle commente le travail de Thomas John lorsque celui-ci fait une lecture du météorologue Derek Kevrea et plusieurs autres de ses performances où il affirme prouver ses dons.

#### Autres opérations
Susan Gerbic et ses complices donnent plusieurs autres « coup de poing » :
- L’opération « Bumblebee » visant le médium Chip Coffey (en)[52] montre qu’il utilise Internet et les conversations entre individus avant le spectacle pour ses lectures[27],[53],[54],[55] ;

- L’opération « Ice Cream Cone » visant à dénoncer le médium Tim Braun lors d’une séance individuelle avec Heather Henderson (en), montre que toutes les affirmations du médium sont fausses[56],[57],[58] ;
- L’opération « Peach Pit » qui visait à dénoncer le médium Matt Fraser, menée par Kenny Biddle, ne donne aucun résultat suffisamment concluant [59] ;
- Dénonciation de Jeannet Wilson (en), une guérisseuse spirituelle et conspirationniste en collaboration avec le magazine The Spinoff (en) à la suite d'un atelier de travail avec Wilson[60].

### Réactions
Beaucoup félicitent Susan Gerbic et son équipe pour son militantisme. Selon Maynard, une personnalité de la télévision australienne, les opérations coup de poing de Susan Gerbic « ont remis le scepticisme sur la carte ».
Lorsqu’on demande à Susan Gerbic si les médiums changeront leur comportement maintenant qu’elle a exposé leurs méthodes. Susan Gerbic déclare: « Je souhaite que chaque fois qu’ils regardent dans le public qu’ils voient des Gerbics, et qu’ils se demandent si je suis là ». Dans la même entrevue, Hemant Mehta compare le travail de Susan Gerbic à celui de James Randi.

## Contributions à Wikipédia
En 2010, Susan Gerbic fait la remarque que « Les personnes à la recherche d’informations préfèrent Wikipédia : un site objectif, sans virus, convivial et ayant une grande notoriété,». Voyant l’importance d’y contribuer, elle apprend comment utiliser Wikipédia pour améliorer et créer les articles qui lui tiennent à cœur. Elle incite aussi dans son entourage à faire de même. Sa première contribution consiste à ajouter une photo de Brian Dunning du balado Skeptoid,.
Tim Farley (en) lui suggère de structurer les travaux sur Wikipédia. Susan Gerbic et Mark Edward démarrent alors le groupe « Guerrilla Skepticism on Wikipedia » (GSoW), destiné à la production de pages et à l’amélioration des articles de Wikipédia sur les sciences et le scepticisme scientifique. Le terme « Guerrilla » décrit l’aspect proactif, et même militantiste dans la production des contenus. On souhaite que les gens trouvent facilement des renseignements fiables et vérifiables.
Susan Gerbic recrute et forme elle-même les personnes capables d’écrire des articles sur Wikipédia. Durant cette formation, les membres apprennent à trouver et à citer leurs sources et, parfois, ils interviewent directement certaines personnalités pour améliorer les citations. Lorsqu’ils trouvent des articles remarquables dans les grands médias, ils les citent dans les pages Wikipédia pertinentes. Autre aspect important de cette formation : comment appliquer le scepticisme scientifique et respecter les principes d’objectivité de Wikipédia en abordant des sujets aussi variés que la Scientologie, les OVNIS et les vaccins ! On encourage aussi les membres à rapporter et corriger les pages ne respectant pas les normes scientifiques, d’objectivité et de Wikipédia. Le groupe Facebook est le lieu de partage de leurs recherches et de collaboration du groupe. En aout 2012, Susan Gerbic commence à recruter et former des rédacteurs multilingues qui produisent des centaines d’articles en français, arabe, afrikans, néerlandais, russe, espagnol, suédois, portugais, etc. dans plus d’une vingtaine de langages.
Voyant tout le travail accompli, le « Committee for Skeptical Inquiry » l’engage comme consultante.
En 2017, elle présente les travaux réalisés dans une tournée de grands congrès internationaux : « 17e Congrès européen des sceptiques » (en) à Wrocław, Pologne, SkeptiCalcon, « Amaz!Ng Meeting ». On l’invite dans de nombreux balados où elle fait la promotion de GSoW et elle crée un blogue sur le sujet. Elle déclare dans le balado « The Skeptic Zone » à Richard Saunders (en) que « nous n’aurions jamais pu réussir le [projet] sans Wikipédia ».
À la suite de la campagne de promotion, l’équipe s’agrandit rapidement, le magazine Wired rapporte en juillet 2018 que le chantier compte plus de 120 rédacteurs internationaux.

La notoriété et les réussites du projet et de son travail font d’elle un membre influent de la communauté sceptique. En 2017, Susan Gerbic et l’équipe de rédaction de GSoW reçoivent de la James Randi Educational Foundation le prix décerné à la personne ou à l’organisation qui représente le mieux l’esprit de la fondation en encourageant la pensée critique et la recherche de réponses objectives et factuelles :
« Nous sommes heureux de souligner le travail de Susan Gerbic dans le recrutement et la formation d’une équipe de rédacteurs qui améliorent continuellement Wikipédia en tant que ressource publique pour la rationalité et la pensée scientifique. »
En février 2018, le Center For Inquiry la nomme Fellow et membre du Committee for Skeptical Inquiry.
Au début de 2021, l’organisation avait écrit ou entièrement réécrit plus de 1500 articles de Wikipédia dans diverses langues, qui avaient collectivement reçu plus de 78 millions de vues. Bien que fondé en mai 2010, son anniversaire est célébré en juin,.
À la fin de 2017, Susan Gerbic fait une tournée en Europe sous le nom de «About Time Tour» et prend la parole à de nombreux rassemblements,,,. Au cours de cette tournée, elle était invitée sur Bloomberg TV Bulgaria et l’interview porte le titre « Pouvons-nous faire confiance à Wikipédia ? » Susan Gerbic conférencière invitée au CSICon en 2017 présente « Au-delà du cœur : le scepticisme de guérilla sur le projet de Wikipédia (GSoW) ».

## Création de l’organisation «About Time»
Inspirée par le succès de la tournée de 2017, Susan Gerbic annonce, en juin 2018, la création de l'organisation à but non lucratif « About time » ou en français « Il est temps ». Celle-ci chapeaute l’ensemble des activités : les conférences, le Monterey County Skeptics club, GSow, ses opérations « coup de poing » de dénonciation, etc.
La mission d'About Time est de trouver, d’encadrer et de former des personnes pour éduquer et promouvoir la science et le scepticisme scientifique par des activités participatives et éducatives dans le monde entier. Cela se fait par la participation et des présentations à des conférences, dans des balados, sur les médias sociaux et en personne.

## Controverses
Le travail de Susan Gerbic attire les critiques des partisans et pratiquants de la médecine non conventionnelle (ou alternative) et des croyants dans les phénomènes paranormaux.

### Opération « Pizza Roll »
Réagissant à l’opération « Pizza Roll », Thomas John Flanagan (en) critique la méthodologie de Susan Gerbic : « Que Susan vienne à une séance de lecture, qu'elle obtienne une lecture de deux minutes et qu’elle dise que : « j’ai fait un faux message sur mon chien, mon copain et mon père qui est mort », ce n’est vraiment pas un test scientifique des pouvoirs psychiques. Tout d'abord, il faut être un scientifique pour faire une expérience scientifique, non pas quelqu’un qui était photographe chez Sears ». » Mais Susan Gerbic indique simplement que toutes les informations données correspondaient à celles de leurs comptes Facebook falsifiés, plutôt qu’à celles de leurs vies réelles.

### Opérations d’infiltrations
En février 2015, dans un article du magazine Skeptic intitulé « Considering a Complaint About Skeptical Tactics », Daniel Loxton examine la controverse sur les opérations d’infiltration de Susan Gerbic, qui alimentent alors les discussions entre les partisans des pseudosciences ainsi que des personnes appuyant le scepticisme scientifique. Et dans un autre article, Loxton soulève ces questions : « Les fausses déclarations dans le domaine paranormal devraient-elles être divulguées, et la vérité à leur sujet, révélée ? Et, si oui, quelles méthodes peuvent être utilisées légitimement pour atteindre cet objectif ? »

### Controverse sur l’utilisation de Wikipédia
Dans une interview avec Tim Farley (en) à propos de la controverse Wikipédia avec Deepak Chopra et Rupert Sheldrake, Susan Gerbic déclare qu’elle comprend la frustration que les personnalités publiques ont, de voir des articles sur eux sans qu’ils en aient le contrôle, mais que les accusations de démarchage inapproprié ont généralement été rejetées par Wikipédia comme une mauvaise interprétation des règles : « Wikipédia a besoin de rédacteur… et les textes sur les pseudosciences doivent être bien étayés avant de pouvoir être ajoutés à un article. Les textes des sceptiques aussi sont supprimés lorsqu’ils ne sont pas bien étayés par des citations. Wikipédia est trop important pour être vandalisé… il est trop important pour nous de l’ignorer,,,, ».
Certains magiciens comme « Cozmo the Magician » croient que ces interventions ne changent pas la perception du public qui est «… beaucoup trop crédule pour croire les sceptiques ».

## Récompenses et honneurs
- « In the Trenches » récompense remise lors de la conférence « 2012 Skeptic’s Toolbox (en)[90] ».
- « James Randi Award for Skepticism in the Public Interest » récompense remise lors du « The Amaz!ng Meeting 2013[91] ».
- « James Randi Educational Foundation » récompense remise en 2017 et qu’elle partage avec son équipe de sceptiques[2].
- Elle est nommée « fellow » du « Center For Inquiry (en) », en février 2018[92].

|  |  |